# Personico
Personico é uma comuna da Suíça, no Cantão Tessino, com cerca de 381 habitantes. Estende-se por uma área de 39,1 km², de densidade populacional de 10 hab/km². Confina com as seguintes comunas: Biasca, Bodio, Frasco, Gerra, Giornico, Iragna, Lavertezzo, Pollegio.
A língua oficial nesta comuna é o Italiano.